# Мёгинтан, Тонгчаи
Тонгчаи Мёгинтан (тайск. ธงไชย แมคอินไตย์; англ. Thongchai McIntyre; род. 6 марта 1969 года, Бангкок, Таиланд) — тайский певец и актёр. Национальный артист Таиланда (2022).

## Биография
Родился в 1958 году в Бангкоке в семье Удом и Джеймса Макинтайров (Джеймс был врачом из Великобритании). При рождении получил имя Альберт Макинтайр. Был девятым ребёнком из девяти братьев и сестёр. Его отец умер рано, семья жила бедно, поэтому в юности он подрабатывал обучением английского языка других детей, получая за уроки 5-10 бат. Впоследствии работал банковским служащим и познакомился с продюсером Вонгом Карваем, заметившим в нём талант, и с его помощью дебютировал на телевидении. Наиболее известной ролью Мёгинтана стала роль капитана японской армии Коборы в фильме «Ху Кам» 1990 года. Карьеру певца начал в 1990-е годы. Мёгинтан стал первым тайским певцом, получившим премию MTV (за песню «Sunset at Chaophraya»). Общее количество дисков с его композициями, проданных в странах Азии, превысило 25 миллионов экземпляров.

## Избранная дискография
- Phrik Khee Noo (พริกขี้หนู)
- Chud Rab Kheak (ชุดรับแขก)
- Boomerrang (บูมเมอแรง)
- A sa Sa Nook (อาสาสนุก)

## Избранная фильмография
- Khu Kam (คู่กรรม)
- Wan née tee ror koy (วันนี้ที่รอคอย)
- Niramit (นิรมิต)
- Kuam song jum mai hua jai duem (ความทรงจำใหม่ หัวใจเดิม)
- Kol Kimono (กลกิโมโน)

## Награды
- 1991 — Командор Орден Белого слона[8]
- 2004 — серебряная медаль Орден Дирекгунабхорна[9]
- 2022 — Национальный артист Таиланда[10]